# AllDay Project
AllDay Project (hangul: 올데이 프로젝트 (), también estilizado en mayúsculas) es un grupo mixto surcoreano formado en 2025 por The Black Label. Está formado por cinco miembros: Annie, Tarzzan, Bailey, Woochan y Youngseo. Debutaron el 23 de junio de 2025 con el álbum sencillo Famous.

## Nombre
El nombre "AllDay" se eligió después de que, según se informa, al productor musical estadounidense Will.i.am, del grupo mixto Black Eyed Peas, se le ocurriera la palabra al ver a los cinco miembros. El 22 de junio de 2025, AllDay Project anunció oficialmente el nombre de su club de fans, el cual terminó siendo "Day One", que simboliza al fan que seguirá y apoyará al grupo desde el primer día.

## Historia

### Actividades predebut
A principios de 2024, se hicieron virales fotos filtradas de las aprendices de The Black Label, en las que aparecían Ella Gross, Bailey Sok y Annie Moon, entre otras, lo que provocó especulaciones de que se estaban preparando para debutar, aunque solo se confirmó que Gross estaba bajo el sello. Bailey Sok era conocida por su trabajo como coreógrafa, y Annie Moon era conocida por ser la nieta de la presidenta de Shinsegae, Lee Myung-hee. Más tarde ese año, The Black Label debutó a su primer grupo femenino, Meovv, que, de las tres chicas, solo incluía a Gross.
En 2023, Youngseo participó en R U Next?, un concurso organizado por Belift Lab para determinar quiénes iban a ser las miembros de Illit. Youngseo quedó en segundo lugar, lo que le valió un lugar en el grupo, pero se fue del grupo y de Belift Lab antes de su debut. Woochan también era conocido por participar en un concurso, como Show Me the Money 6 en 2017, a los 12 años. Posteriormente, se formó con Big Hit Music como miembro de Trainee A, un proyecto para determinar un nuevo grupo masculino. Tarzzan ya tenía experiencia como modelo y bailarín antes de AllDay Project, apareciendo en los videos musicales de «Supernatural» de NewJeans y «I Do» de I-dle.

### 2025-presente: Debut conFamous
El 6 de junio de 2025, The Black Label anunció el debut de su primer grupo mixto. AllDay Project es el segundo grupo formado por la compañía, tras el debut de Meovv en 2024. El 16 de junio, el grupo lanzó el video musical de «Famous», el sencillo principal de su álbum debut homónimo. Famous se lanzó oficialmente el 23 de junio, junto con el segundo sencillo del álbum, «Wicked».

## Miembros
- Annie (애니 ())
- Tarzzan (타잔 ())
- Bailey (베일리 ())
- Woochan (우찬 ())
- Youngseo (영서 ())

## Discografía

### Álbumes sencillo
| Título | Detalles | Posiciones más altas en los gráficos | Ventas               |
| Título | Detalles | COR                                  | Ventas               |
| ------ | --- | ------------------------------------ | -------------------- |
| Famous | - Fecha de lanzamiento: 23 de junio de 2025 - Discográfica: The Black Label - Formatos: CD, descarga digital, streaming | 14                                   | - COR: más de 65,878 |

### Sencillos
| Título                                                                | Año  | Posiciones máximas en los gráfico | Posiciones máximas en los gráfico | Posiciones máximas en los gráfico | Posiciones máximas en los gráfico | Posiciones máximas en los gráfico | Posiciones máximas en los gráfico | Posiciones máximas en los gráfico | Posiciones máximas en los gráfico | Álbum  |
| Título                                                                | Año  | COR                               | CHN COR                           | HK                                | JPN Heat.                         | SGP Reg.                          | TWN                               | VIE Hot                           | WW                                | Álbum  |
| --------------------------------------------------------------------- | ---- | --------------------------------- | --------------------------------- | --------------------------------- | --------------------------------- | --------------------------------- | --------------------------------- | --------------------------------- | --------------------------------- | ------ |
| "Famous"                                                              | 2025 | 1                                 | 10                                | 19                                | 3                                 | 12                                | 16                                | 48                                | 43                                | Famous |
| "Wicked"                                                              | 2025 | 8                                 | 20                                | —                                 | —                                 | 19                                | —                                 | —                                 | —                                 | Famous |
| "—" denota lanzamientos que no figuraron en las listas de esa región. |      |                                   |                                   |                                   |                                   |                                   |                                   |                                   |                                   |        |